# The Inner Sanctum
The Inner Sanctum – osiemnasty album studyjny heavymetalowego zespołu Saxon wydany 5 marca 2007 roku przez wytwórnię Steamhammer.

## Lista utworów
1. „State of Grace” – 5:37
2. „Need for Speed” – 3:08
3. „Let Me Feel Your Power” – 3:29
4. „Red Star Falling” – 6:16
5. „I've Got to Rock (to Stay Alive)” – 4:40
6. „If I Was You (Album version)” – 3:27
7. „Going Nowhere Fast” – 4:15
8. „Ashes to Ashes” – 4:52
9. „Empire Rising” – 0:41
10. „Atila the Hun” – 8:09

## Twórcy
| Saxon w składzie - Biff Byford – wokal, producent wykonawczy - Paul Quinn – gitara - Doug Scarratt – gitara - Nibbs Carter – gitara basowa - Nigel Glockler – perkusja, instrumenty klawiszowe | Gościnnie - Andreas Deris – wokal wspierający (5) - Lemmy Kilmister – wokal wspierający (5) - Angry Anderson – wokal wspierający (5) - Rolf Koehler – wokal wspierający (8) - Olaf Senkbeil – wokal wspierający (8) Personel - Charlie Bauerfeind – producent, inżynier dźwięku - Leo Hao – projekt okładki |